# Nøddetaks
Nøddetaks (Torreya) er en lille nåletræsslægt med ganske få arter. Kun californisk nøddetaks kan klare sig i Danmark, og kun under beskyttede forhold. Nålene er kraftige og stikkende og har dybtliggende, lyse bånd af spalteåbninger på undersiden. Frugterne er helt dækket af frugtkødet. 
| Arter |

- Californisk nøddetaks (Torreya californica)